# 桑原研郎
桑原 研郎（くわばら よしろう、くわばら けんろう、1934年8月19日 - 2007年6月1日）は日本の作曲家。東京都出身。武蔵野音楽大学卒業。

## 概要
下総皖一、クラウス・プリングスハイムに師事。宝塚歌劇団出身の俳優・華村りこ（RICO）は実子。

## 代表作

### テレビ
- みんななかよし（1962年 - 1987年、NHK教育テレビ）
- あしたこそ（1968年、NHK総合「連続テレビ小説」）
- 求む!人間（1970年、NHK総合「銀河ドラマ」）
- 孔雀の道（1970年、NHK総合「銀河ドラマ」）
- 赤ひげ（1972年、NHK総合）
- 水色の時（1975年、NHK総合「連続テレビ小説」）
- 徳川三国志（1975年 - 1976年、ANN）
- 赤い月（1977年、NHK総合「少年ドラマシリーズ」）
- ぼくは12歳（1977年、NHK総合「ドラマ人間模様」）
- まんさくの花（1981年、NHK総合「連続テレビ小説」）
- 人形劇 三国志（1982年 - 1984年、NHK総合）
- 御宿かわせみ 第2シリーズ（1982年 - 1983年、NHK総合）
- 花へんろ（1985年、1986年、1988年、NHK総合「ドラマ人間模様」・1997年、NHK総合テレビ「水曜ドラマシリーズ」）
- 友だち（1987年、NHK総合「ドラマ人間模様」）
- 凪の光景（1992年、東海テレビ）
- 人形歴史スペクタクル 平家物語（1993年 - 1995年、NHK総合）
- 風たちの遺言（1995年、CBC「ドラマ30」）

ほか

### 歌謡曲
- 白い風よ（1975年、連続テレビ小説『水色の時』主題歌、歌唱：桜田淳子）
- たそがれタペストリー（1980年、平岩弓枝ドラマシリーズ『女たちの家』主題歌、歌唱：由紀さおり）
- サッカーボーイ （1993年、みんなのうた）